# 대구 북구청장
대구 북구청장은 대구광역시 북구의 구청장이다.

## 관선(1963. 1.~1995. 6.)
| 대수 | 구청장 | 임기                             | 비고                     |
| ---- | ------ | -------------------------------- | ------------------------ |
| 초대 | 봉기수 | 1963년 1월 1일~1964년 10월 5일   | 경상북도 대구시 북구청장 |
| 2대  | 이술갑 | 1964년 10월 6일~1966년 6월 7일   |                          |
| 3대  | 이원진 | 1966년 6월 8일~1968년 5월 9일    |                          |
| 4대  | 정승호 | 1968년 5월 10일~1969년 7월 9일   |                          |
| 5대  | 장재호 | 1969년 8월 25일~1970년 4월 15일  |                          |
| 6대  | 이술갑 | 1970년 4월 16일~1970년 12월 4일  |                          |
| 7대  | 장재호 | 1970년 12월 5일~1971년 8월 24일  |                          |
| 8대  | 박성하 | 1971년 8월 25일~1973년 4월 19일  |                          |
| 9대  | 우병운 | 1973년 4월 20일~1975년 6월 2일   |                          |
| 10대 | 김태완 | 1975년 6월 3일~1976년 4월 2일    |                          |
| 11대 | 손진철 | 1976년 4월 3일~1978년 9월 18일   |                          |
| 12대 | 김춘근 | 1978년 9월 19일~1979년 7월 31일  |                          |
| 13대 | 박영서 | 1980년 8월 1일~1981년 6월 30일   |                          |
| 14대 | 박태문 | 1981년 7월 1일~1982년 3월 2일    | 대구직할시 북구청장      |
| 15대 | 서엽   | 1982년 3월 3일~1986년 3월 7일    |                          |
| 16대 | 도재호 | 1986년 3월 8일~1988년 6월 10일   |                          |
| 17대 | 이학로 | 1988년 6월 11일~1989년 8월 31일  |                          |
| 18대 | 남장호 | 1989년 9월 27일~1991년 7월 15일  |                          |
| 19대 | 황대현 | 1991년 7월 16일~1993년 3월 30일  |                          |
| 20대 | 정낙순 | 1993년 4월 1일~1994년 4월 18일   |                          |
| 21대 | 김규택 | 1994년 4월 19일~1994년 12월 31일 | 대구직할시 북구청장      |
| 21대 | 김규택 | 1995년 1월 1일~1995년 4월 11일   | 대구광역시 북구청장.     |
| 22대 | 소일봉 | 1995년 4월 12일~1995년 6월 29일  | 마지막 관선 북구청장     |

## 민선(1995. 7.~)
| 대수     | 성명   | 임기                             | 비고                            |
| -------- | ------ | -------------------------------- | ------------------------------- |
| 23대     | 이명규 | 1995년 7월 1일~1998년 6월 30일   | 민선1기                         |
| 24대     | 이명규 | 1998년 7월 1일~2002년 6월 30일   | 민선2기. 재선                   |
| 25대     | 이명규 | 2002년 7월 1일~2003년 12월 15일  | 민선3기. 3선                    |
| 직무대리 | 이종화 | 2003년 12월 16일~2004년 5월 15일 |                                 |
| 직무대리 | 노병정 | 2004년 5월 15일~2004년 6월 7일   |                                 |
| 26대     | 이종화 | 2004년 6월 8일~2006년 6월 30일   | 민선3기. 2004년 재보궐선거 당선 |
| 27대     | 이종화 | 2006년 7월 1일~2010년 6월 30일   | 민선4기. 재선                   |
| 28대     | 이종화 | 2010년 7월 1일~2014년 6월 30일   | 민선5기. 3선                    |
| 29대     | 배광식 | 2014년 7월 1일~2018년 6월 30일   | 민선6기                         |
| 30대     | 배광식 | 2018년 7월 1일~2022년 6월 30일   | 민선7기. 재선                   |
| 31대     | 배광식 | 2022년 7월 1일~                  | 민선8기. 3선                    |

## 같이 보기
- 대구 북구청장 선거